# Larissa Cieslak
Larissa Freitas Cieslak (Sobradinho, 26 de outubro de 1987) é uma nadadora brasileira.
Larissa formou-se em 2009 no curso de engenharia química na Universidade Santa Cecília e atou como engenheira em unidade flutuante de armazenamento e transferência de produção de petróleo em uma plataforma em Singapura, na multinacional japonesa Modec. Atualmente é sócia de Joel Moraes, também seu marido. É mãe de João Vicente.

## Trajetória esportiva
Participou dos Jogos Sul-Americanos de 2006, obtendo medalha de bronze nos 200 metros medley.
Em 2007, aos 20 anos de idade, participou dos Jogos Pan-Americanos do Rio de Janeiro, e foi à final dos 400 metros medley, terminando em oitavo lugar.
Nos Jogos Sul-Americanos de 2010 em Medellín, Colômbia, foi medalha de prata nos 400 metros medley.
Integrou a delegação nacional que disputou os Jogos Pan-Americanos de 2011, em Guadalajara, México, e ganhou a medalha de prata nos 4x200 metros livre por participar das eliminatórias da prova. Também ficou em 12º lugar nos 400 metros medley, e 13º nos 200 metros medley.
Tem diversos títulos brasileiros absoluto, e medalhista de Mundial Militar pelas Forças Armadas do Brasil.